# Lacpol Toruń
Lacpol Toruń – toruńska fabryka serów topionych znajdująca się przy ul. Podgórskiej 6/10, na terenie Przyczółku Mostowego. Zakład działał w latach 1951–2022.
Zakład produkował sery topione m.in. z papryką, szczypiorkiem, grzybami.
Od 1951 roku działał ZWST (Zakład Wytwórczy Serów Topionych), który następnie został włączony do Lacpolu. W 1981 lub 1982 roku na murze okalającym Lacpol powstały napisy, będące symbolicznym protestem przeciwko totalitarnej władzy komunistycznej w Polsce. W 2020 roku napisy trafiły na listę zabytków. 5 kwietnia 2019 roku Lacpol został przejęty przez Polmlek. W 2021 roku wstrzymano produkcję serów. W 2022 roku fabrykę zamknięto.